# Ascarophis longiovata
Ascarophis longiovata is een rondwormensoort uit de familie van de Cystidicolidae. De wetenschappelijke naam van de soort is voor het eerst geldig gepubliceerd in 2009 door Moravec & Klimpel.